# Asuridia ridibunda
Asuridia ridibunda là một loài bướm đêm thuộc phân họ Arctiinae, họ Erebidae.